# Festival de la Dent Sagrada
L'Esala Perahera (en català Festival de la Dent Sagrada; on Esala significa l'època de l'any i Perahera significa processó) és un festival budista celebrat a Sri Lanka en honor de la Dent sagrada de Buda durant agost. La duració consisteix en 10 nits determinades pel calendari lunar, acabant la nit de lluna plena, que pot arribar a caure en juliol. La celebració consisteix en processons que parteixen dels temples dels déus hindús Natha, Vixnu i Kataragama i el temple budista dedicat a la deessa Pattini. Es pot considerar festa pública nacional i religiosa amb culte als déus antics de Sri Lanka i a la tradició budista.
La festa s'inicia al Temple de la Dent (Dalala Maligawa), a Kandy, un temple amb sostre daurat on es guarda la relíquia sagrada de la Dent de Buda. La sisena nit, les processons ixen dels quadre santuaris (tres temples hinduistes (Santuari de Natha, Santuari de Vixnu i el Santuari de Kataragama) i el budista, el de Pattini, els quatre dedicats al déus protectors de Sri Lanka) de Kandy i es dirigeixen cap al Temple de la Dent. Després del desfilament eixit del Dalala Maligawa ve el seguici devale de Natha. Natha s'identifica com "al que serà Buda". Quan els que vigilen els elefants passen per davant del santuari de Vixnu s'inclinen davant aquest com si anaren a resar perquè Vixnu és considerat el senyor dels elefants. El matí seguit a l'última processó, es neteja l'espasa de Kataragama i es torna la Dent a la Dalala Maligawa. En la processó eixida del temple de Pattini és l'última a eixir i soles hi participen dones, les quals fan balls que representen "relats de salut i la vida del poble".

## Elements principals de la celebració
En la processó desfilen més de cent elefants, milers de ballarins, acròbates, faquirs i tamborers. Durant les celebracions que ocupen carrers de la ciutat Kandy, hi ha venedors ambulants de refrigeris.

## Elefants
Molts dels elefants van coberts de guarniments amb bombetes elèctriques.
Dels elefants, el més important és un elefant gran i vell que porta la Dent de Buda.
L'última nit l'elefant del temple ("maligawa tusker") ix del temple Dalada Maligawa (Temple de la Dent) portant a l'esquena una rèplica de la Dent de Buda dins un cofre d'or trepitjant sobre un lli blanc. Davant d'aquest elefant hi va un temple petit portat per unes persones.

### Ballarins
Dels ballarins, els més importants són els "ves", porten lligadures de plata molt estretes fetes a mà, "pantalons de pitet de granadures, cinturons de plata tallada" i campanes als turmells.
Els noms dels tipus de ballarins venen dels objectes que porten, que poden ser instruments musicals. Així els que porten pompons es diuen "savaran".
Els ballarins de Terra Baixa es diferencien per portar vestits senzills.